# Orquestra Simfònica Illes Balears
L'Orquestra Simfònica de les Illes Balears 'Ciutat de Palma' (OSIB) és l'agrupació orquestral més important de les Illes Balears i està amparada per la institució denominada Fundació Pública de les Balears per a la Música, que té com a finalitat la promoció i la difusió d'activitats musicals dins i fora de la Comunitat Autònoma de les Illes Balears, principalment, a través d'aquesta orquestra.

## Història
L'origen de l'actual orquestra el podem trobar l'any 1940, just després de la Guerra Civil Espanyola, quan el músic de formació militar Bartomeu Oliver reb l'encàrrec de crear l'Orquestra Filharmònica Balear de Palma, agrupació que durà només dos anys, però de la qual se'n derivà el 1943 la Societat Filharmònica, que intentava mantenir una orquestra de cambra a la ciutat de Palma.
El 1946 com a secció del Cercle de Belles Arts, de la mà del seu president Antoni Parietti i del seu soci honorífic, el director Josep Balaguer, es creà l'Orquestra Simfònica de Mallorca que agrupava músics de la Societat Filharmònica, de l'orquestra de cambra del Conservatori Elemental de Palma i de la Banda Militar de Palma. El concert inaugural va tenir lloc el gener de 1947 i va ser dirigit per Josep Balaguer, que va fer entrega de la batuta a qui seria el nou director titular durant vuit anys: el director coreà Eak-tai Ahn (1947-1959). Posteriorment foren directors de l'orquestra els mestres Anthony Morss (1960-1963) i Gerardo Pérez Busquier (1963-1972). Un any més tard l'Ajuntament de Palma se'n feu responsable i adoptà el nom d'Orquestra Ciutat de Palma, dirigida per Juli Ribelles.
L'any 1989 es crea la formació actual sota la institució denominada Fundació Pública de les Balears per a la Música, incloent el Govern Balear, l'Ajuntament de Palma i el Consell de Mallorca; efectuant noves contractacions que professionalitzaren els membres de la Simfònica i pujant el nivell d'exigència musical.

## Direcció musical
La direcció titular de l'OSIB ha estat a càrrec dels mestres Luis Remartínez (1988-1994), Philippe Bender (1994-1997), Salvador Brotons (1997-2000), Geoffrey Simon (2001-2001) i Edmon Colomer (2002-2005). El 2005 tornà a agafar la batuta el director Philippe Bender i el rellevà altra vegada Salvador Brotons el 2009, fins al 2013 quan entrà a assumir la direcció musical Josep Vicent (2013-2014). Actualment el director titular és el mestre Pablo Mielgo, el qual compartí la direcció artística per uns anys amb Joji Hattori, principal director convidat des del 2014 fins al 2018.
A més del director titular, l'Orquestra Simfònica convida regularment directors de prestigi nacional i internacional. Des dels seus inicis, només tres dones han dirigit aquesta formació: el 2006, per primera vegada, va ser dirigida per la directora Inma Shara i el 2018 per Alondra de la Parra.

## Cicles de Concerts
L'Orquestra Simfònica de les Illes Balears presenta cada any un cicle regular d'uns 14 o 15 concerts anomenada Temporada Abonament, que tenen lloc a l'Auditòrium de Palma els dijous a les 20h. A més, és l'orquestra resident de la Temporada d'Òpera del Teatre Principal de Palma amb el Cor del Teatre Principal. En paral·lel realitza un cicle de concerts de música de cambra amb formacions clàssiques com quartets de corda, trios, quintets de vent-fusta o de vent-metall; com també una sèrie de concerts estivals al Castell de Bellver.

## Residències artístiques i programes socials
Durant la temporada 2016-2017 es presenta per primera vegada la figura d'artista resident de la Simfònica, amb la finalitat de promocionar i donar visibilitat a artistes de les Illes. Actualment en són en qualitat de solistes, el violinista Francisco Fullana i el baríton Simón Orfila, i Antoni Parera Fons com a compositor en residència.
A més l'OSIB treballa amb un programa d'inclusió per acostar la música clàssica en tots els àmbits socials, sobretot als més desfavorits com hospitals o centres penitenciaris, com també el projecte Petita Simfònica, adreçat a joves músics d'entre 11 i 16 anys que conviuen amb els músics de la simfònica durant uns dies durant els quals preparen un concert conjunt amb la finalitat de crear una nova experiència professional i fomentar la música simfònica entre els més joves